# Plounévez-Lochrist
Plounévez-Lochrist (bretonisch Gwinevez) ist eine französische Gemeinde mit 2285 Einwohnern (Stand 1. Januar 2022) im Département Finistère in der Region Bretagne.

## Geografie
Plounévez-Lochrist liegt am Ärmelkanal, etwa 33 Kilometer nordöstlich von Brest, etwa 29 Kilometer nordwestlich von Morlaix und 5,8 Kilometer südwestlich von Plouescat auf einer mittleren Höhe von 48 Metern über dem Meeresspiegel. Die Mairie steht auf einer Höhe von 56 Metern. Nachbargemeinden von Plounévez-Lochrist sind Tréflez im Westen, Plouescat im Nordosten, Lanhouarneau im Süden und Plouider im Südwesten. Das Gemeindegebiet hat eine Fläche von 3954 Hektar.
Die Gemeinde ist einer Klimazone des Typs Cfb (nach Köppen und Geiger) zugeordnet: Warmgemäßigtes Regenklima (C), vollfeucht (f), wärmster Monat unter 22 °C, mindestens vier Monate über 10 °C (b). Es herrscht Seeklima mit gemäßigtem Sommer.

## Geschichte
Jeanne-Louise Ramonet, eine Kleinbäuerin aus dem Weiler Kérizinen im Süden von Plounévez-Lochrist, gab an, dass ihr zwischen 1936 und 1965  Marienerscheinungen widerfahren seien. Die Zahl habe sich ihr zufolge auf insgesamt 71 Begegnungen mit der Jungfrau über diesen Zeitraum belaufen. Ab 1942 begann sie die Botschaften Mariens aufzuzeichnen. Nach den üblichen Untersuchungen in solchen Fällen kam Bischof André-Pierre-François Fauvel von Quimper zu dem Schluss, dass es sich nicht um übernatürliche Erscheinungen gehandelt habe. Durch ein Interdikt untersagte er jegliche Kulthandlungen in Kérizinen. Die Nicht-Anerkennung der Erscheinungen wurde von seinem Nachfolger, Bischof Francis Barbu, und 1975 durch die Kongregation für die Glaubenslehre bestätigt. Gleichwohl hielten die Wallfahrten an. Wegen des Pilgerstroms erwies es sich als notwendig, die 1956 in Kérizinen gebaute kleine Kapelle 1978 durch eine größere Kirche zu ersetzen. In den Begegnungen habe sich Maria zu einem Ziel mit außenpolitischer Dimension geäußert, sie bekundete Ramonet zufolge: „Ich will Frankreich rechristianisieren, damit es wieder das Licht der heidnischen Völker werde.“ In den 1990er Jahren zog Kérizinen jährlich 300.000 Pilger an.

## Bevölkerungsentwicklung
| Jahr                       | 1962 | 1968 | 1975 | 1982 | 1990 | 1999 | 2007 | 2020 |
| Einwohner                  | 3291 | 3056 | 2744 | 2580 | 2356 | 2278 | 2377 | 2297 |
| Quellen: Cassini und INSEE |      |      |      |      |      |      |      |      |

## Kultur und Sehenswürdigkeiten
Der sogenannte Fels von Kernic, ein Hügel in der Nähe des Strands, steht als Site Inscrit (‚Naturdenkmal‘) unter Denkmalschutz. In dem Hügel gibt es Ruinen von Befestigungsgebäuden aus dem Zweiten Weltkrieg (1939–1945).
Die Pfarrei Plounévez-Lochrist gehört zur römisch-katholischen Pfarrgemeinschaft La Baie du Kernic im Dekanat St Pol de Léon des Bistums Quimper.

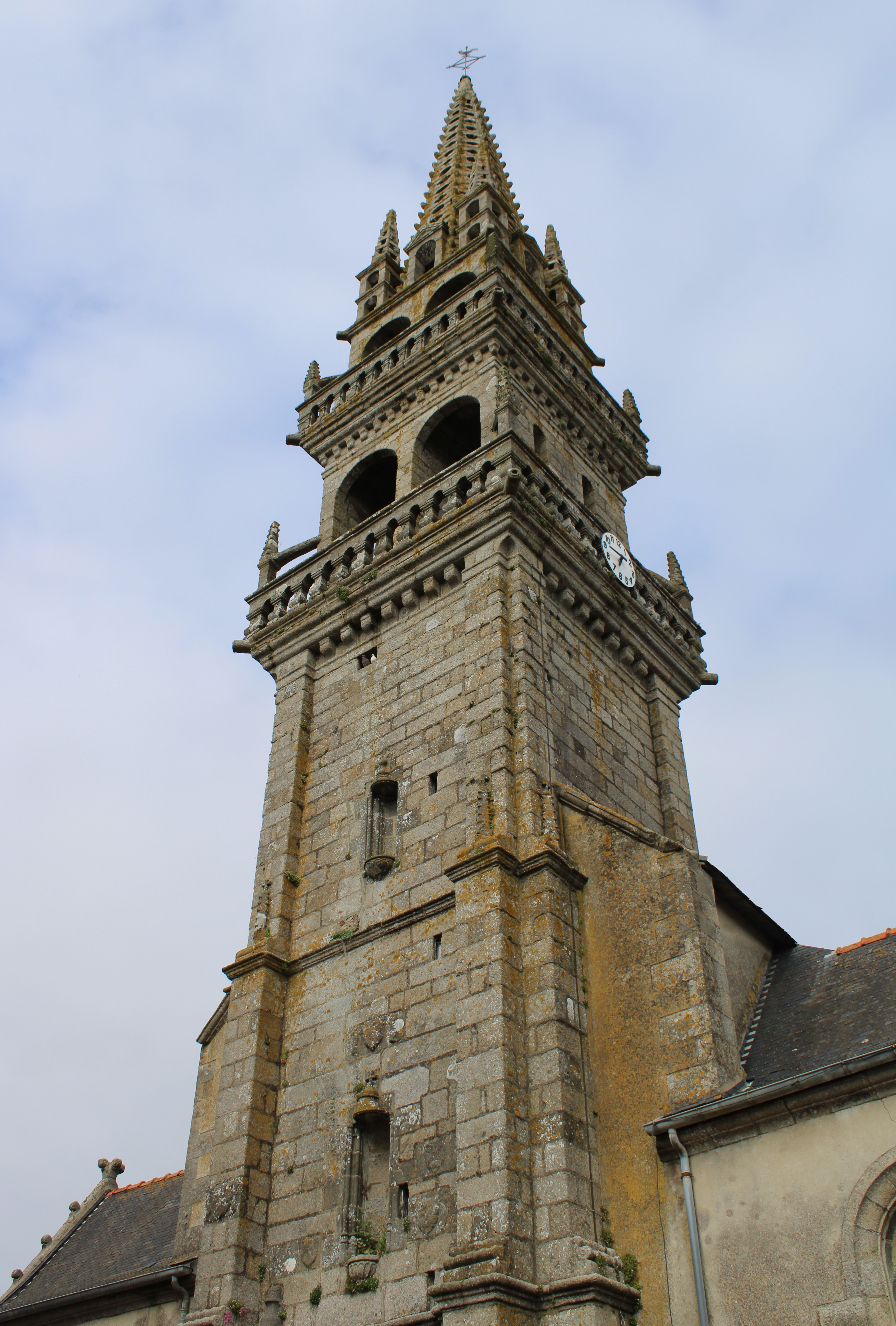
Kirche Saint-Pierre
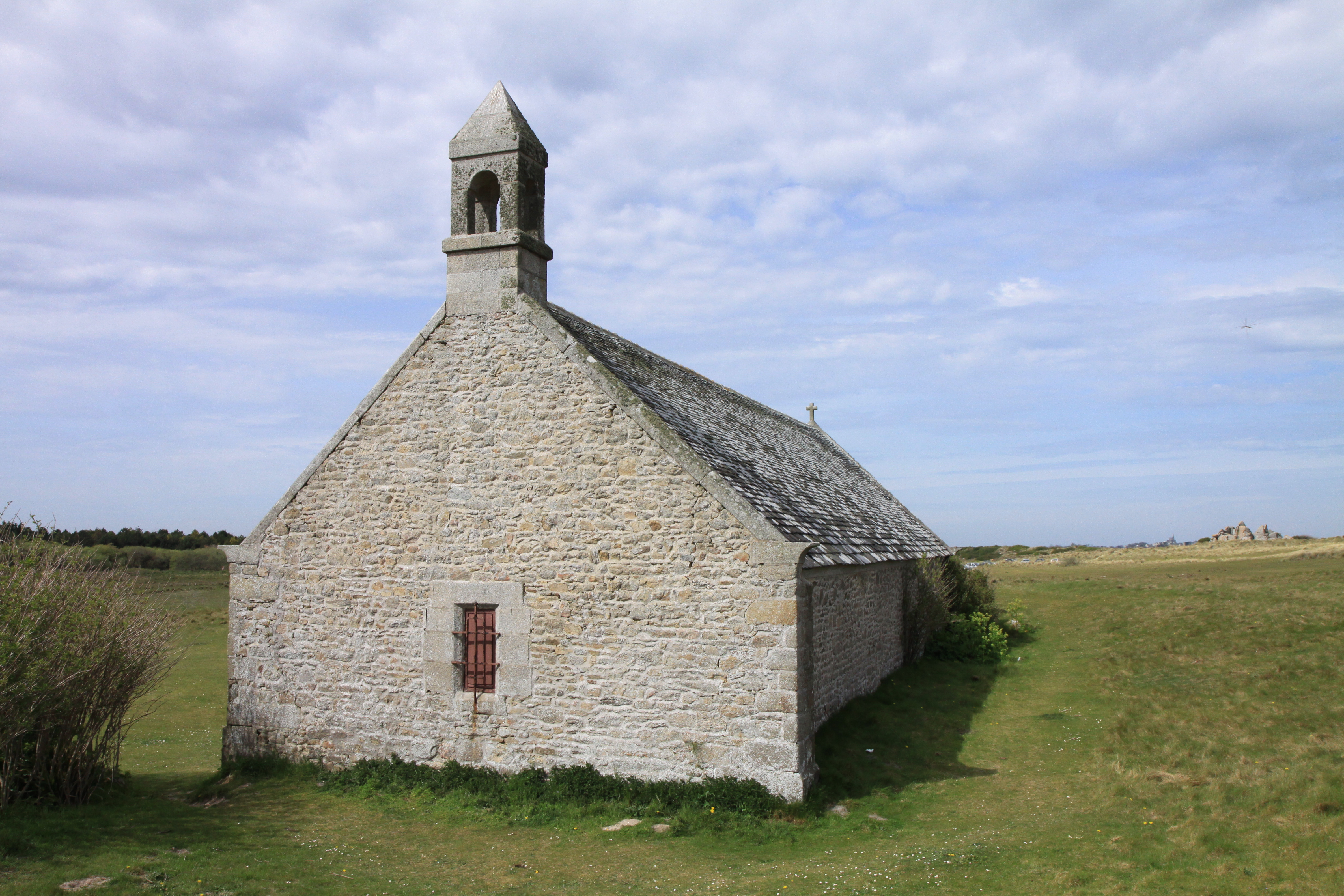
Kapelle Saint-Guevroc in den Dünen von Keremma
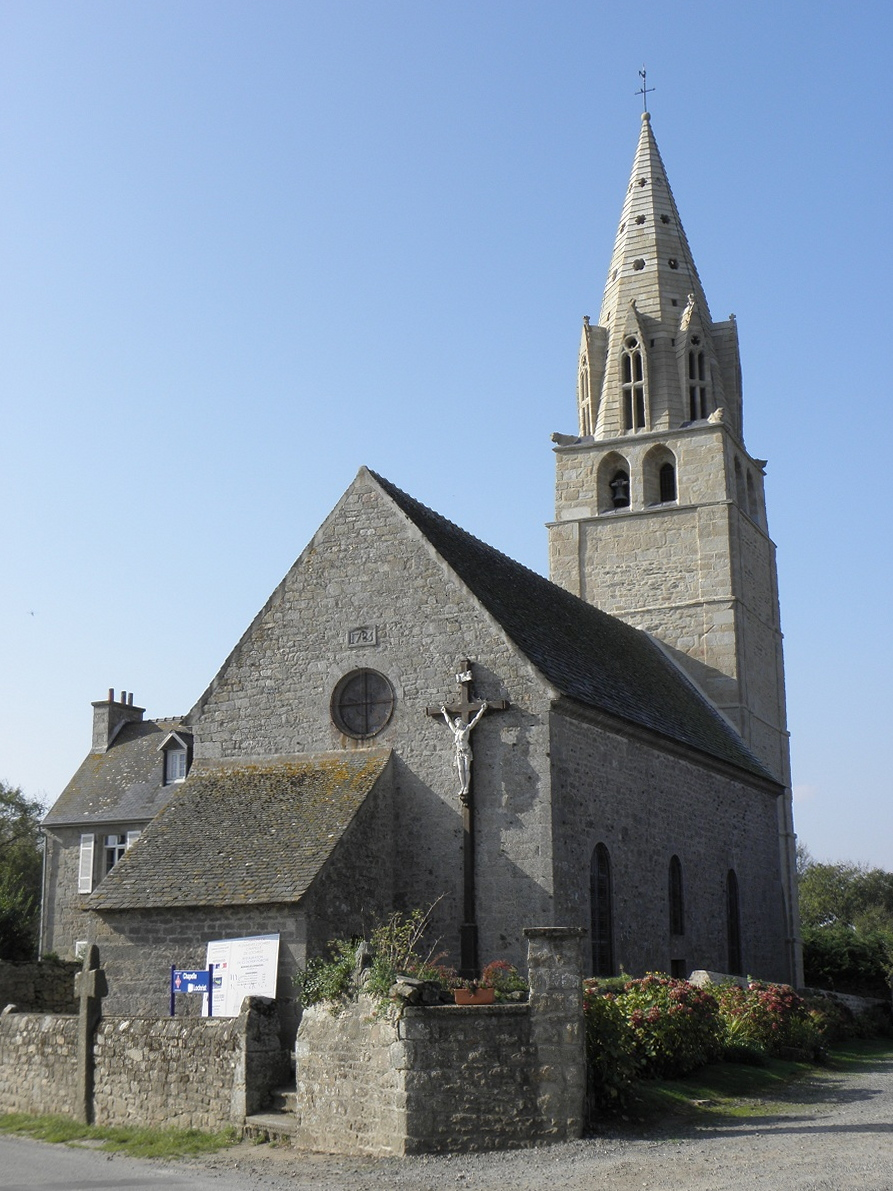
Kapelle Lochrist-an-Izevel
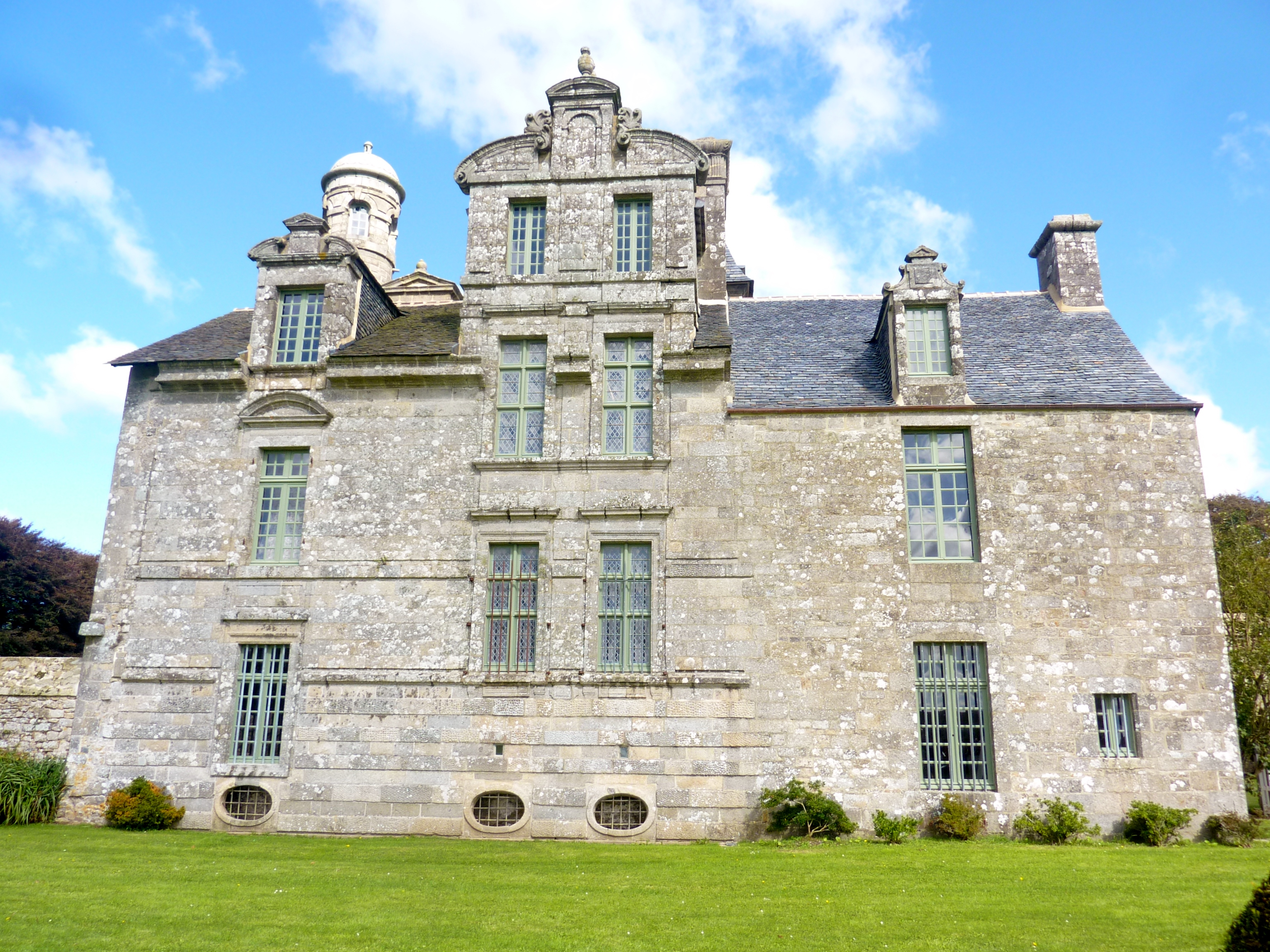
Schloss Maillé
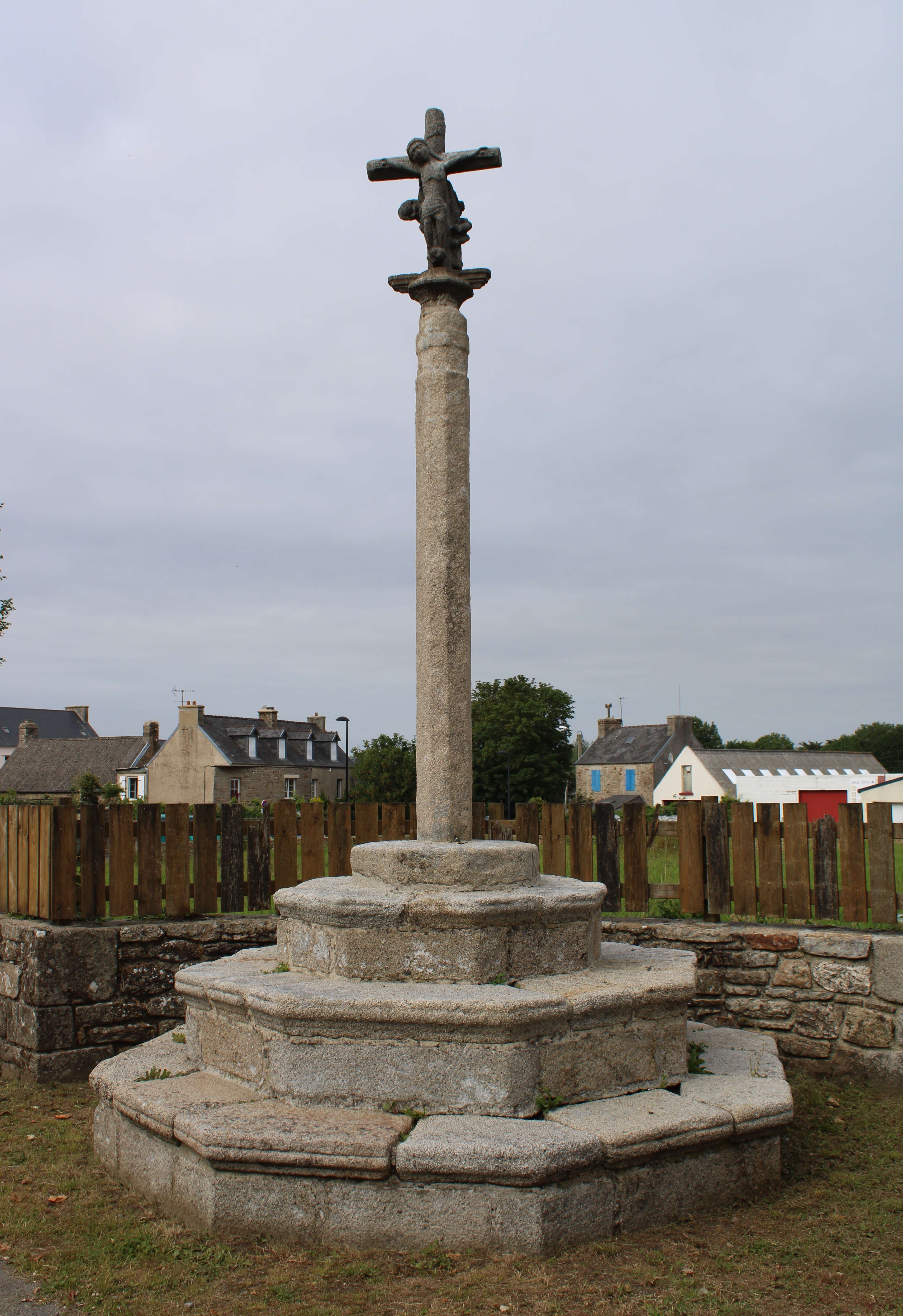
Monumentales Kreuz aus dem 16. Jahrhundert

## Wirtschaft und Infrastruktur
Im Jahr 2009 waren 39,5 Prozent der Erwerbstätigen in der Gemeinde beschäftigt, die anderen waren Pendler. 7,5 Prozent der Arbeitnehmer waren arbeitslos.
Es gibt eine private Grundschule in der Gemeinde.
Der nächstgelegene Haltepunkt ist der 15,9 Kilometer entfernte Bahnhof von La Roche-Maurice. Der nächste Flughafen ist der 24 Kilometer entfernt liegende Flughafen Brest in Guipavas.
Auf dem Gemeindegebiet gelten kontrollierte Herkunftsbezeichnungen (AOC) für Zwiebeln (Oignon de Roscoff) sowie geschützte geographische Angaben (IGP) für Geflügel (Volailles de Bretagne), Buchweizenmehl (Farine de blé noir de Bretagne – Gwinizh du Breizh) und Cidre (Cidre de Bretagne und Cidre breton). Die rosafarbenen Zwiebeln aus der Gegend um Roscoff soll es seit dem 17. Jahrhundert geben.